# 桃園機場捷運
桃園機場捷運，通稱機場捷運、機捷，又稱桃園捷運機場線，是一條橫跨臺灣臺北市、新北市、桃園市的捷運線，起於臺北車站、迄於中壢，為臺灣第一個以提供機場聯外交通為主要目的、以及第一條有跳站停靠之營運模式的捷運線，除了服務桃園國際機場之聯外交通，也兼具區域鐵路的運輸功能。營運機構為桃園捷運公司。營運長度51.95公里，為全台最長的捷運線。2017年2月2日接受團體搭乘，2月16日開放給民眾試乘，3月2日正式營運。
該捷運線原為1996年起以BOT模式籌備的中正機場捷運，但因多方因素中止，2002年後改由政府全額出資及招標興建，並合併當時規劃中的桃園捷運藍線路段，在2009年委由機場所在的桃園縣（今桃園市）籌組桃園捷運公司來經營。政府自建路線大致沿用原規劃，機電系統則改為鋼輪標準軌距，總工程經費接近新臺幣1,200億元。其工程名稱為臺灣桃園國際機場聯外捷運系統（Taiwan Taoyuan International Airport Access MRT System）。站區及車廂內設有中華電信建置的公共Wi-Fi。
該捷運線採用鋼輪路軌系統興建，屬高運量大眾捷運系統。識別色為紫色，路線代號為「A」。標誌則來自棲息於該捷運線橫亙之林口台地的台灣紫嘯鶇。主要興建單位為交通部高速鐵路工程局（今交通部鐵道局），另臺北至三重段興建交由臺北市捷運局施工。2006年動工興建後，原計2010年完工，但因行經林口台地路段上下坡度極大，沿途隧道、高架橋與彎道設計也相當多，工程與地形造成的建造難點，以至於低估直達車方案、號誌達成率等風險，延誤完工時程，通車經過6次變更，預算也增加到新臺幣1,277億元。2017年開業後，較晚動工的中壢延伸線環北至老街溪段於2023年7月31日通車；老街溪至中壢車站段預定2028年完成，但受桃園鐵路高架化改地下化影響，目前進度大幅延後。

## 路線概述
桃園機場捷運全長53.09公里，路線設計最高時速為110公里，但實際營運最高時速為100公里。營運模式分為：
1. 環北直達車（Express bound for Huanbei Station, with calls at A18 Taoyuan HSR Station and A21 Huanbei Station）（目的地：環北，停靠站：A1－A3－A8－A12－A13－A18－A21）
2. 直達車（Express）（目的地：機場第二航廈，停靠站：A1－A3－A8－A12－A13）
3. 普通車（Commuter）（目的地：老街溪，停靠站：A1～A22每站皆停，A21-A22區間僅普通車單一車種）
4. 北段深夜普通車（Airport bound Commuter for Taipei Main Station to Airport Terminal 2：A1～A13）（普通車往機場第二航廈，由台北車站發車單程）
5. 南段深夜普通車（Airport bound Commuter for Zhongli（Laojie River） to Airport Terminal 1：A22～A12）（普通車往機場第一航廈，由老街溪站發車單程）

共五種，車體塗裝分別以紫色（直達車）與藍色（普通車）識別。直達車自臺北車站行駛至機場第二航廈（環北直達車增停高鐵桃園站以及環北站），途中僅停靠5個主要車站（環北直達車則途中僅停靠7個主要車站），路程34.03公里，約需39分鐘（環北直達車則需64分鐘）；普通車則全線各站皆停靠，由臺北車站至桃園國際機場約需52分鐘，全程則為1小時22分鐘左右，兩車種班距皆為15分鐘。另外於臺北車站及新北產業園區站提供旅客預辦登機及行李託運服務。
路線沿途橫跨臺北市、新北市、桃園市等3個直轄市；自臺北市中正區臺北車站起，沿臺鐵與高鐵隧道北側、鄭州路南側過淡水河後，進入新北市沿環河南路、疏洪東路河堤穿越二重疏洪道後，再沿台一線、新北大道、青山路。進入桃園市後續沿青山路、文化一路、八德路向西行，沿赤塗崎溪出林口臺地，經過桃園國際機場後，沿著新街溪、領航北路、高鐵北路、高鐵南路、中豐北路、中豐路、中正路至中壢車站止。

## 歷史

### 初期籌劃與BOT方案

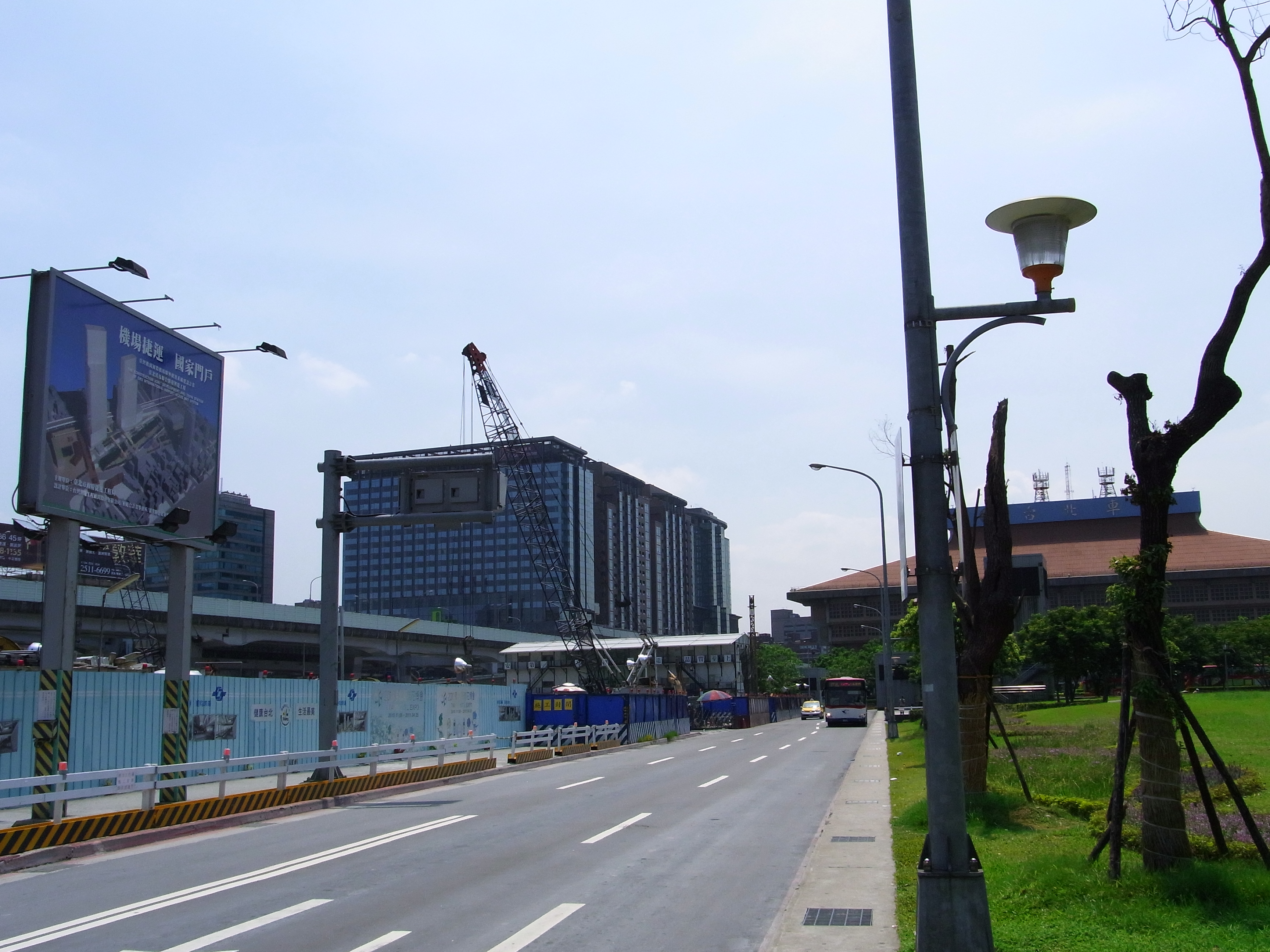
桃園機場捷運臺北車站工地（攝於2009年7月9日）

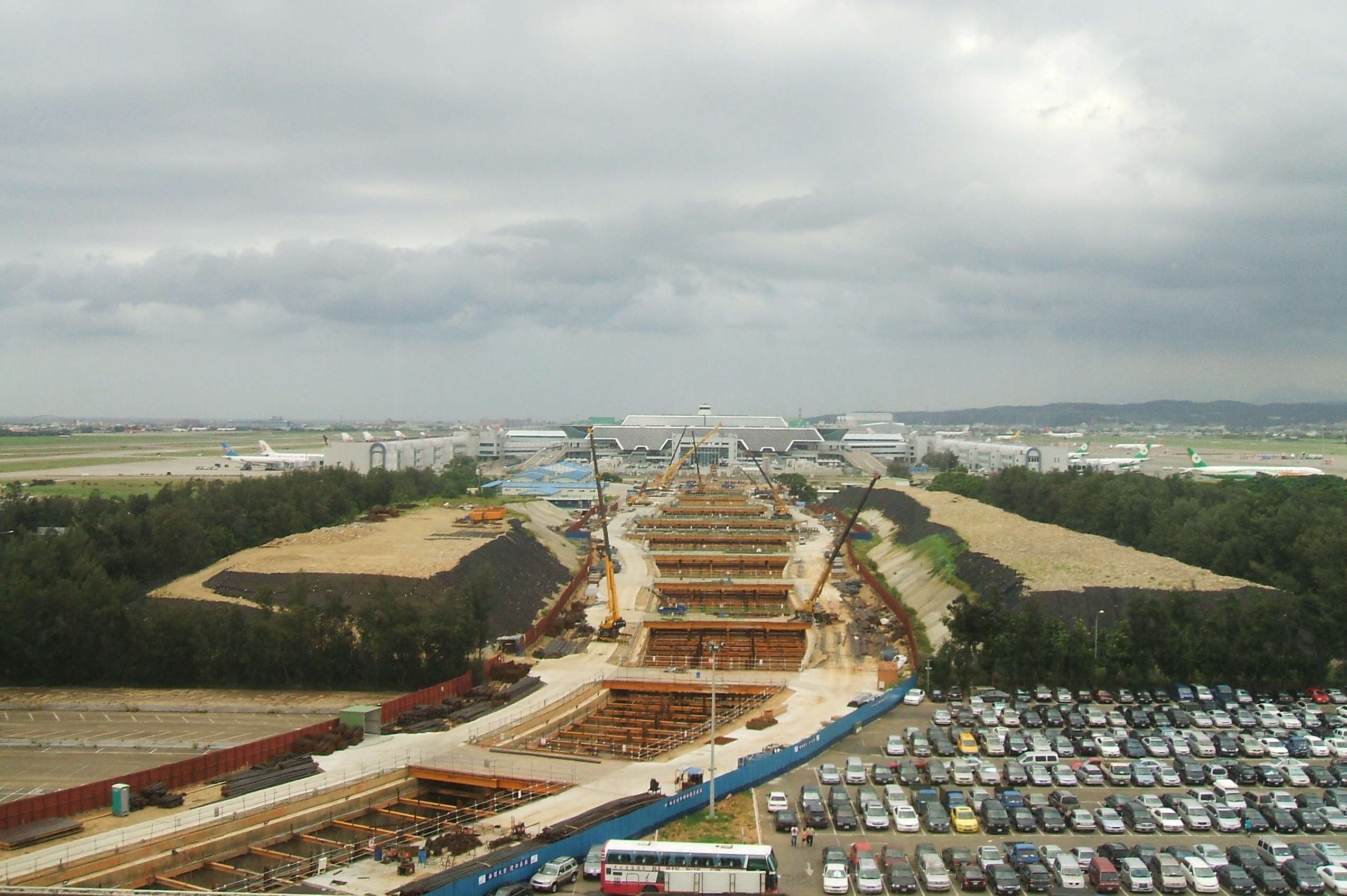
桃園機場捷運第三航廈及第二航廈間的工地（攝於2009年6月27日）

在1990年代初期由於中山高速公路經常出現交通壅塞的情形而拖長旅運時間，加上臺北市市中心與中正國際機場（今稱桃園國際機場）之間，當時只有國道客運作為相互連結的大眾運輸工具。所以，當時的臺灣省政府住宅及都市發展處便開始著手進行機場線方案的規劃。
1993年新交通捷運股份有限公司將所規劃的方案「中正國際機場至松山機場間新交通捷運線工程環境影響評估書」上報至行政院環境保護署，當時的路線規劃是自松山機場、民生東路、民生西路、台北橋、新北大道，續沿今日機場線至桃園國際機場，但審查未有結論，便不了了之，惟于其替代方案中，已提出今日之三重段與台北車站段路線，僅其方案包含續沿承德路、民權東路至松山機場路段。
1996年10月中央政府決定以民間興建營運後轉移模式（BOT模式）興建『中正國際機場聯外捷運系統』（線色登錄為紫色），並正式公告徵求民間投資，並開放民間企業投標。
1998年長生國際開發公司擊敗另外四家競標申請者取得興建「中正國際機場聯外捷運系統」（線色登錄為紫色）的民間興建營運後轉移模式（BOT模式）之30年特許經營權。其規劃路線為臺北捷運西門站－中正國際機場（亦稱長生線），全長35公里，預定設立16個車站、辨識色為紫色；建設成本預計為新台幣800億元、加上區段徵收約新台幣2,000億；長生公司所規劃的路線，需要配合六處市地重劃案、徵收兩處區段土地、以及1,200公頃的開發案；另有長1.9公里、預定設3個車站的林口支線；列車與軌道計畫採用膠輪路軌系統並採用雙複線設計、規劃每列車為6節車廂，平均時速為40km/h、約可乘載450人；西門站及機場第二航廈站於興建時亦預留相關設計。1998年5月26日公布議約結果，由長生國際開發公司成為最優申請者，取得30年特許經營權，預計5年後（2003年）通車。
但由於長生公司及其母公司長億集團的財務過度擴張，不時傳出資金週轉問題與融資困難的消息，因此機場線的興建時程一再遲延。2002年12月31日長生公司與交通部高鐵局召開會議，達成終止議約的共識，民間興建營運後轉移模式（BOT模式）正式被宣告失敗，長生公司亦於2003年解散。原本中華民國交通部有意尋求當初取得第2優先權的中華工程公司接手。然而臺北縣政府要求沿用長生線方案，中華工程則堅持採用當初自行規劃、與高速公路平行、中途設站較少、無土地開發的路線。另因受到地方政治、既得利益團體、土地開發需求等因素，中華工程最終放棄承接。於長生公司解散同年，中央政府即決定收回民間興建營運後轉移權限，改以公務預算自行籌劃興建。

### 中央政府以公務預算自行興建
2002年底陳水扁政府決定收回民間興建營運後轉移模式，改以公務預算自行籌劃興建。起訖站（A1）改設於臺北車站，終點站則因需要穿越中壢市區而拆遷不易，初期僅到環北站（A21）。改善後的軌道路線、爬升坡度、與車站設置計劃等，大致沿用長生公司原有的路線規劃，政府放棄膠輪路軌系統，並決定改採用鋼輪路軌系統。然機電工程投標廠商之一的加拿大商龐巴迪公司曾提出國外研究報告，質疑其路線在規劃與設計上，似未考慮沿線爬升坡度過大及彎度過彎的問題，進而質疑興建可行性。不過，最後這項極高難度的機電工程計畫，依舊由另一間投標廠商日本商丸紅得標；「三重站－桃園國際機場－環北站」段工程及機電系統亦於2006年2月27日開工，同年6月26日時任中華民國行政院院長蘇貞昌為機場線工程主持動土典禮。
2005年9月7日關於中正機場捷運機電系統標總經費約260億元的投標案在上午10時截止投標前，卻傳出國際大廠之一的加拿大龐巴迪公司對外宣稱將退出競逐行列，並質疑根據交通部高速鐵路工程局招標文件內容，未來機場線將有重大安全疑慮；高鐵局則強調一切依程序進行，要求龐巴迪公司有意願就公平競爭，沒意願就別在程序外耍小動作。不過路線「飛天遁地」的結果，導致了未來的通車的嚴重滯後。此外計畫還有變數，依交通部高速鐵路工程局原有規劃三重站－臺北車站段為高架路線，但臺北市政府認為高架路線影響都市景觀、土地利用、安全等問題，主張應以地下方式興建。經雙方協調後，臺北市政府表示願意負擔改採用地下化所增加的工程經費，交通部也同意「三重站－臺北車站」段改以地下方式興建，並委託臺北市政府捷運工程局負責該段的設計、施工與臺北市轄段土地開發，土建部份完工後，再交由交通部高鐵局續建。由於該段路線因此延後完工，因此「三重站－桃園國際機場－環北站」段預定將先行通車，而此段因為機場線通車延後，最終結果是一併通車。本段「三重站－臺北車站」段於2006年9月25日正式開工、土建工程則於2007年5月2日舉行動土典禮。藍線桃園國際機場－中壢車站段，已經整併為機場線的一部分，只行駛普通車的路段。
臺北雙子星與機場線臺北車站共構工程則於2008年12月31日正式開工。
2009年2月13日，交通部宣佈桃園機場捷運將交給臺灣鐵路管理局經營，但當時執政的馬英九政府請高鐵局重新評估臺北捷運公司、臺灣鐵路管理局等鐵路業者經營的可能性。同年5月9日，臺灣鐵路管理局確定無法經營，高鐵局評估由臺北捷運公司、或桃園縣政府成立桃園捷運公司經營。

### 中壢延伸線
2008年12月交通部宣佈機場線於2017年延伸至中壢車站。2009年5月12日於桃園縣中壢市公所，舉辦「臺灣桃園國際機場聯外捷運系統建設計劃」機場線延伸至中壢車站的綜合規劃案公聽會。2010年3月15日行政院經濟建設委員會討論通過交通部陳報「臺灣桃園國際機場聯外捷運系統延伸至中壢車站規劃報告及周邊土地發展計劃」，設兩站，均採用地下化方式設計，總工程費估約138.01億。2016年因推動桃園鐵路地下化，機場線中壢車站須修改設計向下移動，工期延後2年。
另外臺北市政府捷運工程局協助規劃，將原本高鐵局規劃的藍線延伸至八德站（G01），做為與綠線的共同端點站，但桃園市長鄭文燦上台後將中壢車站─八德段改為綠線的中壢延伸線。
2018年12月底交通部審查時，因考量中壢車站（GE07）受限穿越新街溪地形影響，且轉乘需步行120公尺等因素，故端點站改為中壢體育園區站。

### 現況

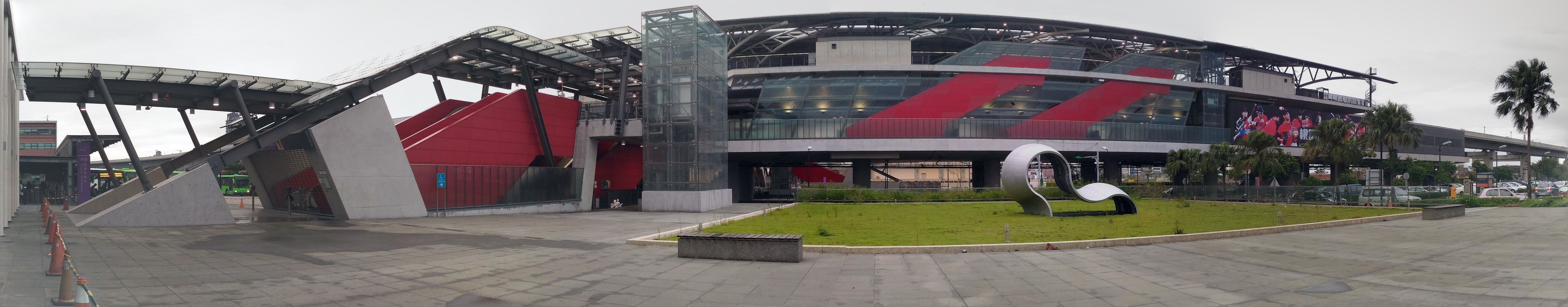
機場線高鐵桃園站外觀

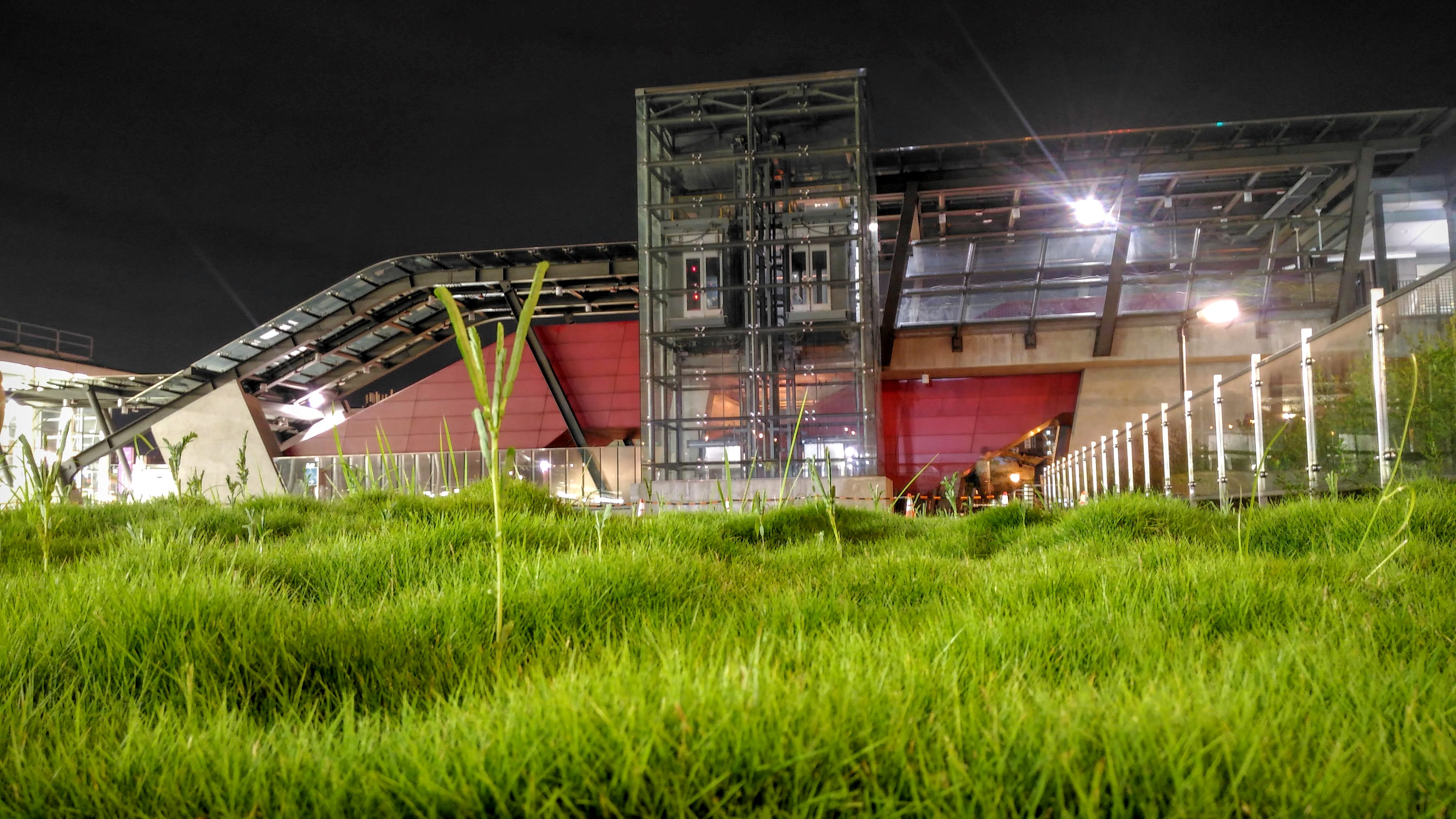
高鐵桃園站連通道（機場線－高鐵）通車前夜景，攝於2016年

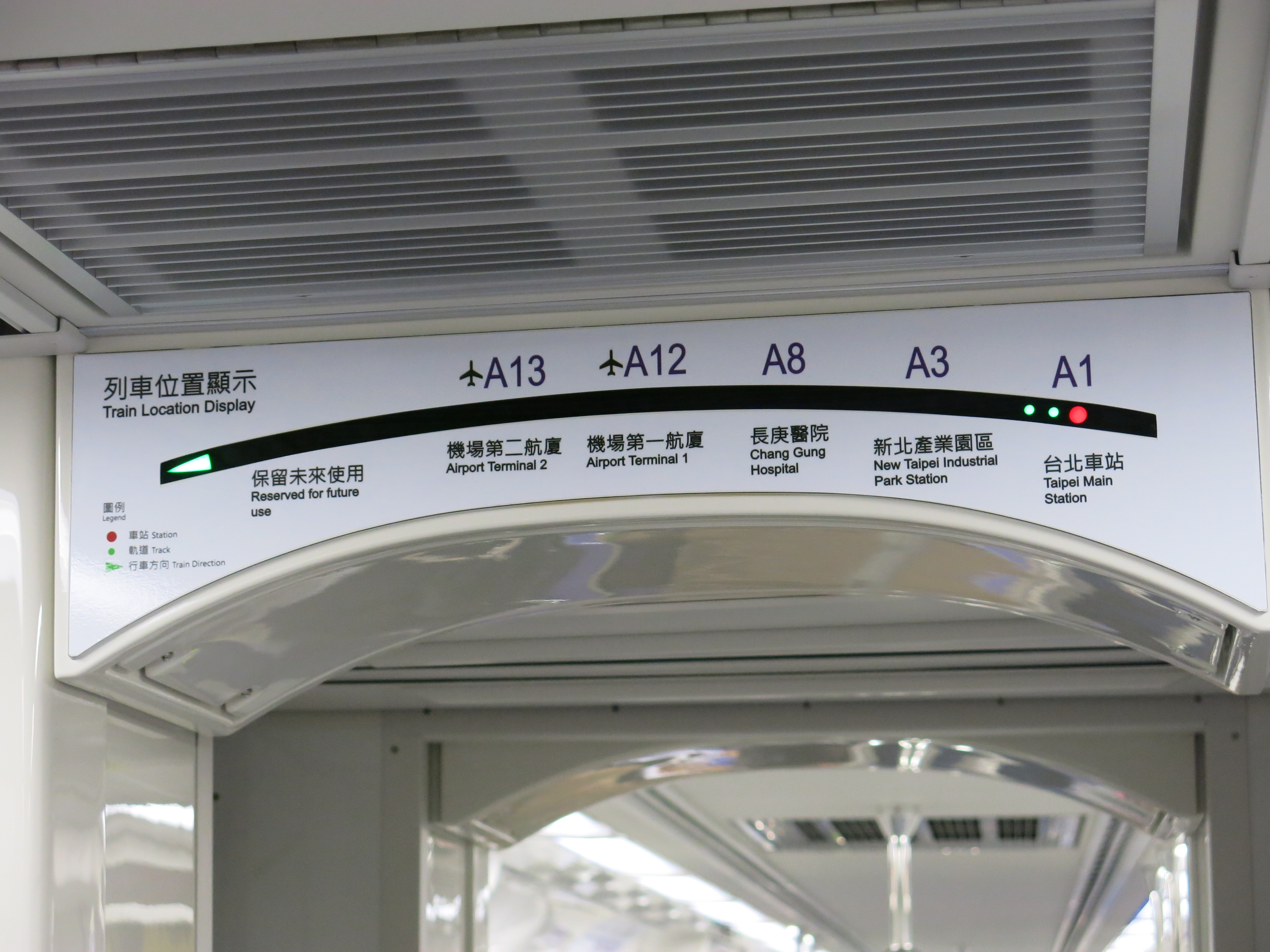
直達車列車位置顯示器

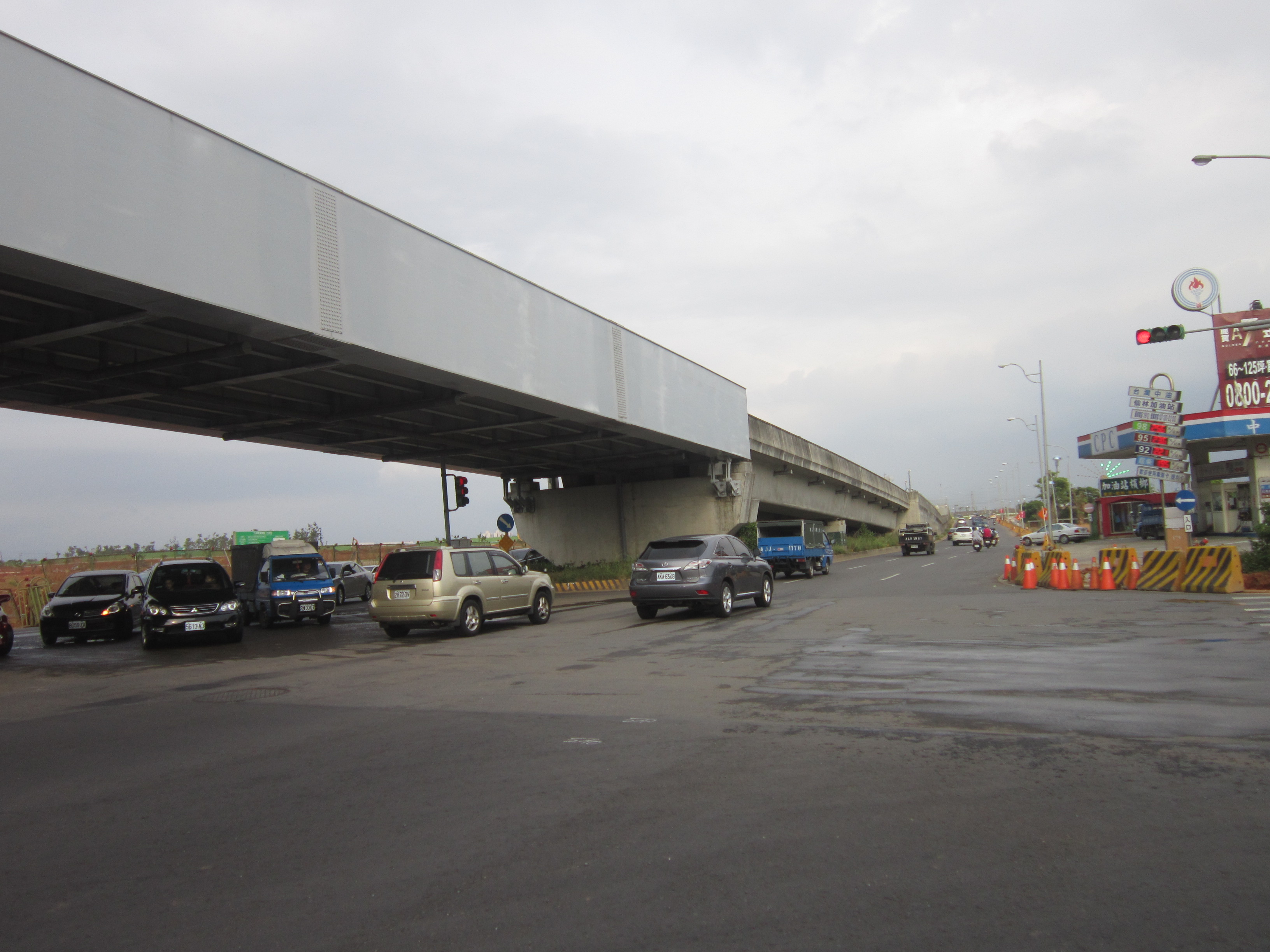
機場線於龜山區內由高架段進入引道轉往地下段

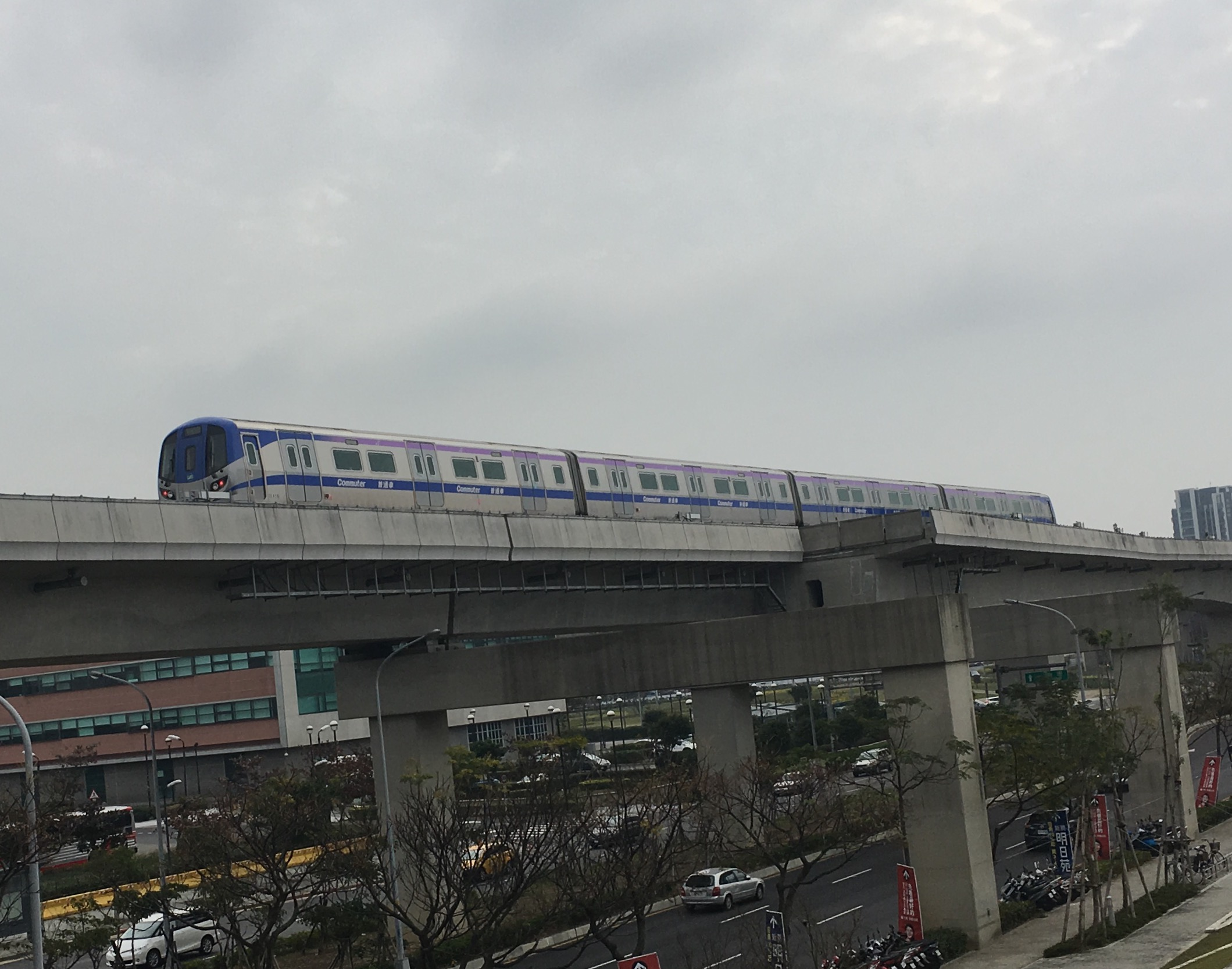
行駛中的普通車

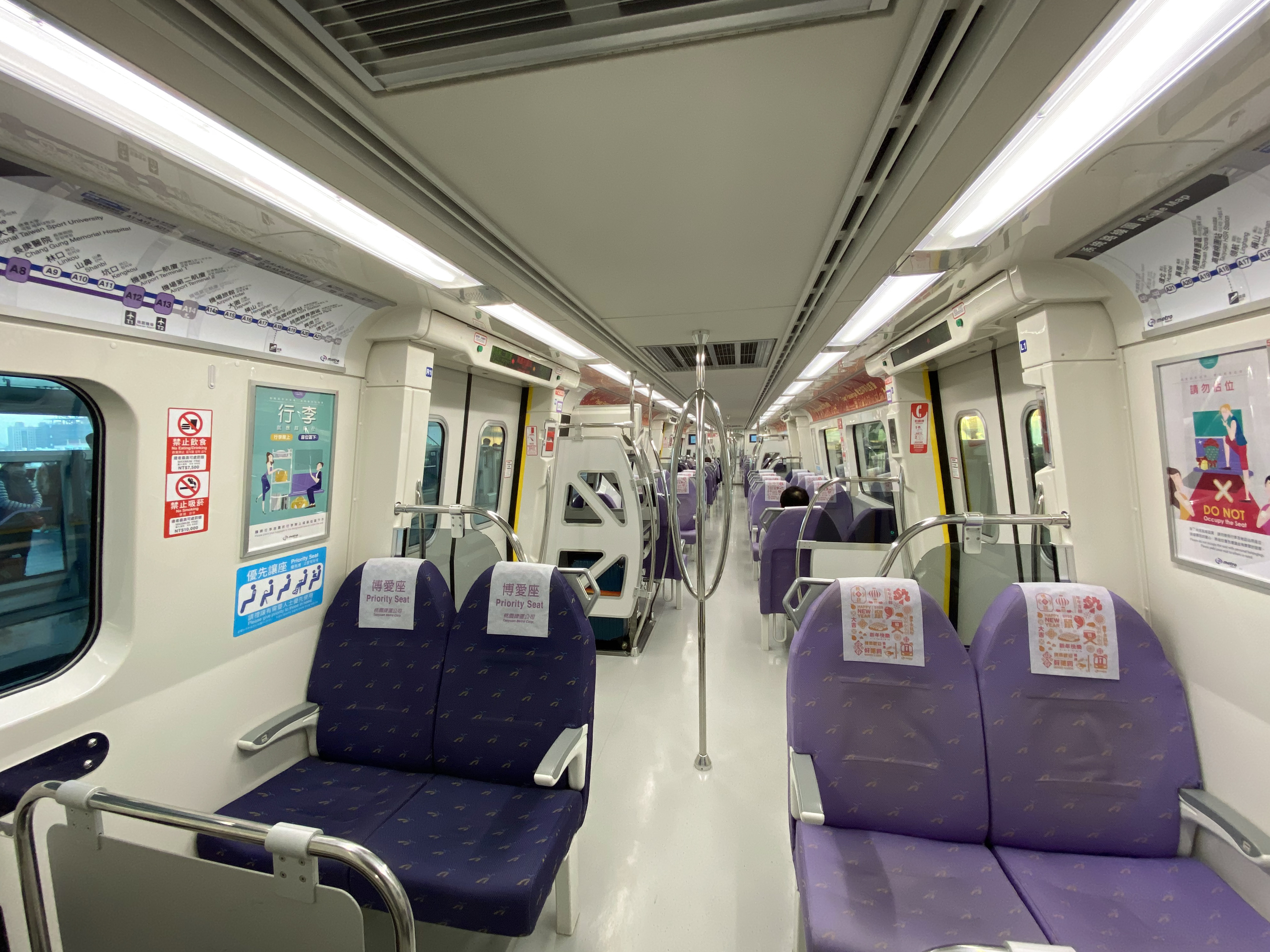
直達車車箱內貌

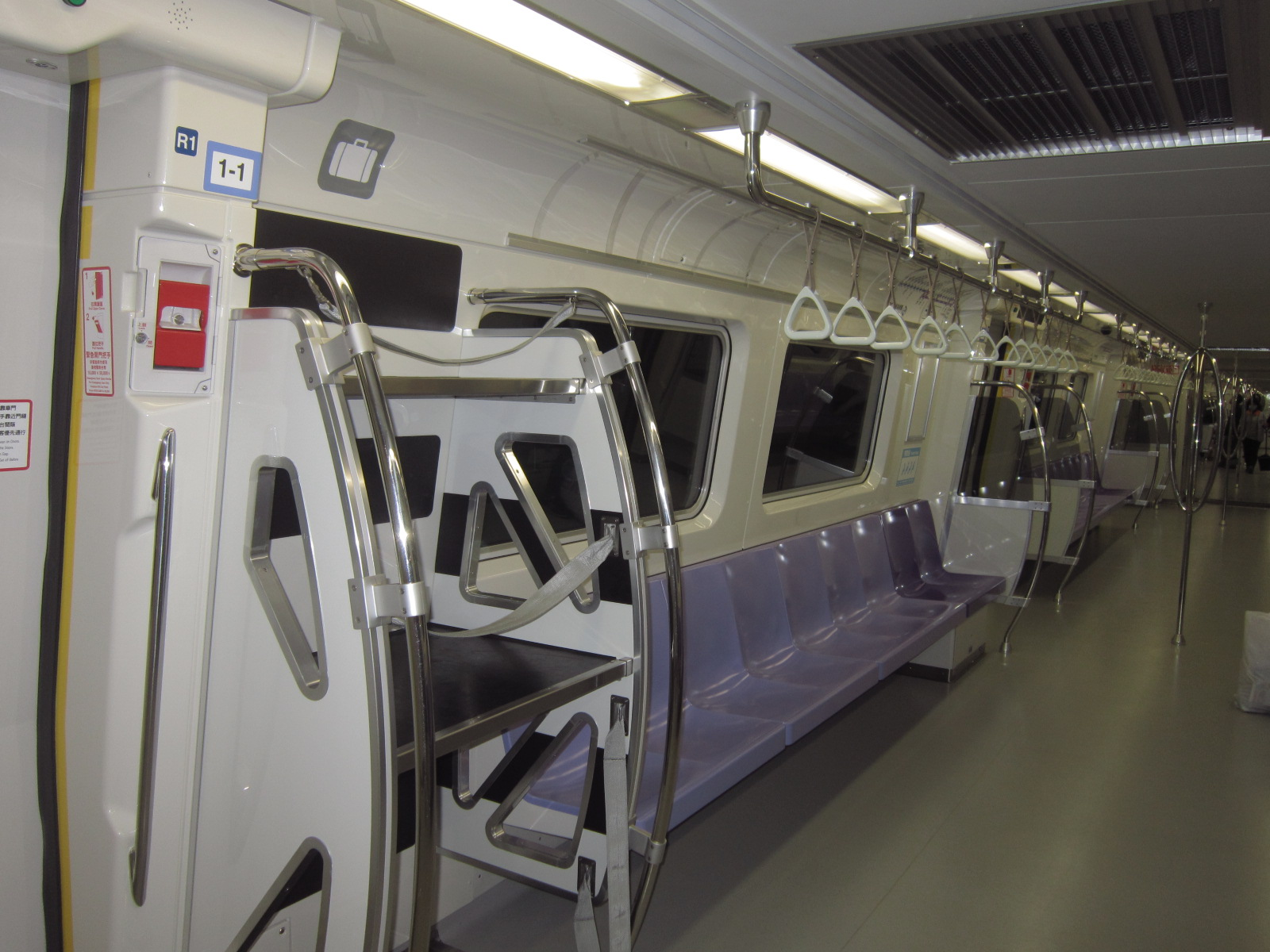
普通車座位

機場線係由中正機場捷運與桃園捷運藍線兩計畫合併而來，前者原規畫以BOT模式興建臺北－機場段，後者則為臺灣省政府所規劃的路線。在2003年中央政府決定收回自行興建後，桃園捷運藍線的機場－中壢段併入辦理，建設經費為新臺幣1,138.5億元。中正國際機場於2006年9月6日改名為臺灣桃園國際機場，原以舊稱定名的計畫名稱亦隨之作出相應修改。但先前簽訂的相關工程契約由於修改不易，表定工程名稱仍維持舊名「中正機場聯外捷運系統」。
此捷運線的臺北車站－中正機場（今桃園機場）路段最初規劃為臺北捷運紫線，原由交通部採用BOT模式委託民間辦理，後改為中央政府自行辦理並交由交通部高速鐵路工程局規劃與興建，同時將桃園捷運藍線納入工程範圍（兩案原本皆以今機場第二航廈站為端點），兩線完工通車後將直通運行；營運事宜，經交通部依照《大眾捷運法》的相關規範，採用「指定」方式交由桃園縣政府2010年7月6日成立的桃園捷運公司來負責，並納入桃園捷運系統，惟仍以紫色為該路線的代表色。開行直達車、普通車兩種，其中前者可於35分鐘內聯絡臺北車站與桃園國際機場，達到快速輸運旅客之目的。
2018年3月1日，部分直達車增停高鐵桃園站及環北站。

### 增設車站、支線
因地方首長與民意代表極力爭取，目前機場線仍在研擬於新北市三重區新設二重站（A2a）（預定地為二重抽水站北側越堤道上方）和泰山區新設塭仔圳站（A5a）（預定地為新北大道五段/民生路口）之計劃，主責機關為新北市政府捷運工程局，可行性研究已經於2017年6月提交交通部。此兩站在機場線的規劃中期便已經在討論內，唯當時因通車時程之壓力而不納入第一期工程，但塭仔圳站之站體預定位置留有較寬的高架橋墩施工預留點。
新北市政府捷運工程局綜合規劃科科長梁俐霜指出，A2a和A5a兩站尚在可行性研究評估階段，初步分析兩站建設總經費約30多億元新台幣，中央政府補助比率估計約為三至四成。梁俐霜表示，可行性研究審查通過後才能再送綜合規劃報告，未來發展看中央政府審查進度而定，目前未有明確時程表。
此外，機場線在林口站、坑口站及大園站分別預留林口支線、貨運園區支線及客運園區支線的結構。

## 年表
2010年
- 10月：跨越中山高速公路的橋樑吊裝工程開始，於2011年8月完成橋樑作業。
- 11月：機電系統工程開始進場作業。
- 12月22日：橫越淡水河、連接三重站及臺北車站的雙圓潛盾隧道完工。

2011年
- 3月8日：於桃園縣境內的機場線高架橋路段完工。
- 4月30日：跨越中山高速公路的橋樑吊裝工程完工。
- 8月5日：在青山段舉行合籠典禮，土建主體結構完成，進入機電工程階段。

2012年
- 8月：交通部高鐵局表示，依契約廠商應於2013年6月完成機場捷運三重至中壢段，但因機電系統廠商目前施工進度落後，延後4個月，要求核定廠商應於2013年10月完成。

2013年
- 5月7日：因無法達成2013年10月通車目標，高鐵局長朱旭請辭獲准，通車日期也延後至2015年。
- 11月26日：機場線延伸中壢車站土建工程由大陸工程公司得標。

2014年
- 3月：中壢車站延伸段動工，由老街溪站址開始施作連續壁工程。
- 10月24日：闢駛桃園捷運機場線先導公車（986路）。在25日時任總統馬英九視察時，時任中華民國交通部部長葉匡時保證將於2015年通車[23]。
- 12月17日：完成靜態測試。

2015年
- 1月29日：完成動態測試。
- 3月8日：完成工程。
- 4月23日：首度開放給新聞媒體、立法委員、當地里長試乘。由新北產業園區站試乘到環北站。
- 7月17日：再度跳票，原因為整合需要9個月，故通車需延至2016年2月。

2016年
- 2月24日：交通部高鐵局宣布，機場線臺北車站工程已經完工 [24]。
- 3月5日：在機場線六度延宕後，交通部高鐵局決定依合約求償25億元、沒收履約保證金19億元等，共向日商丸紅公司求償72億元[25]。
- 6月28日：午後大雷雨導致桃園機場公司四號停車場排水管破裂，管線由桃園捷運機場第二航廈站大廳上方經過，而導致水從大廳宣洩而下，在站務人員及時處理下並未造成機電設備故障[26]。
- 8月5日：臺北市政府捷運工程局移交機場線臺北車站土建，與三重站（不含）兩站間的高架、地下段土建給高鐵局，高鐵局完成軌道，機電工程一併移交給桃園捷運公司。
- 12月2日：票價正式公布，臺北車站－桃園國際機場間單程新台幣160元，也是單趟票價上限（全程票價），直達車與普通車票價一致[27]。
- 12月3日、12月4日：交通部高鐵局初勘。
- 12月10日：票價調降，直達車站A3、A8前後3公里內同價[28]。
- 12月29日、12月30日：交通部履勘[29]。

2017年
- 1月25日：交通部核發桃園捷運公司營運許可，同時由桃園捷運公司宣布通車營運計畫[2]。
- 2月2日至3月1日：為試營運期，2月2日至2月15日為受邀請團體試乘，2月16日至3月1日為個人自由試乘，每日發放2萬個號碼牌，憑號碼牌可於當日免費進出各站自由搭乘，營運時間為上午8時至下午4時左右發出最後班次列車，下午5時收班。此外，持有中華航空、長榮航空、華信航空、立榮航空當日飛機票之旅客，則可以憑票於臺北車站體驗預辦登機手續（限起飛前3小時航班）之外，領取預辦登機試乘券後搭乘機場線。
- 3月2日：在時任中華民國副總統陳建仁主持通車典禮之下，機場線臺北車站－環北站段正式通車營運，第1個月票價以5折優惠，4月2日恢復原價。
- 3月5日：正式通車後首度單日運量破10萬人[30]。
- 3月17日：晚間9時30分至11時30分，桃園捷運機場線坑口站的號誌系統在通車後發生首次訊號異常，導致部分北上列車受到8至15分鐘的延誤，造成8班次、450名旅客受到影響；為此，桃園捷運公司於當下緊急要求各站員工加班疏運；事後，桃園捷運公司與西門子公司、交通部高速鐵路工程局捷運工程處共同調查後，發現事發原因為「坑口站區間號誌無線電訊號微弱，導致行經該區段列車，無法以全自動高速行駛通過，基於系統保護機制，改採降速手動駕駛，每小時25公里時速通過該區段。」並指出，桃園捷運公司已在3月18日凌晨維修並測試完成，已排除異常狀況。[31][32][33]

2018年
- 3月1日：首度進行列車時刻調整，部分直達車延長增停高鐵桃園站、環北站。
- 5月15日：第二次進行列車時刻調整，自環北站發車之直達車提早一分鐘發車，增加高鐵桃園站停站時間。
- 10月1日：全線票價調降10元。
- 12月31日，因應桃園跨年晚會移師至高鐵桃園站前廣場，機場線於跨年期間實施跨夜疏運措施，於每年12月31日上午06:00至隔每年1月1日晚上23:00間，營運模式參考台北捷運跨年42小時不打烊模式下，普通車於跨年期間連續41小時不打烊（班距：15分鐘），直達車則於跨年期間維持現有營運時刻表。（此跨夜疏運措施後續跨年期間皆延續。）

2020年
- 1月31日：桃園國際機場於機場線新北產業園區站啟用市區預辦登機服務[34]。

2023年
- 7月31日：環北站~老街溪站完工通車[6]。

### 預定時程
2027年
- 機場第三航廈站營運。

2029年
- 老街溪站~中壢車站完工通車[35]。

#### 工程進度
| 預定通車時間 | 路線   | 主辦機關     | 區間             | 預定進度 | 實際進度 | 差異值 | 狀態 | 備註                    |
| ------------ | ------ | ------------ | ---------------- | -------- | -------- | ------ | ---- | ----------------------- |
| 2027年       | 機場線 | 交通部鐵道局 | 機場第三航廈     | 66.00%   | 65.30%   | -0.70% | 落後 | 截至2025年3月底工程進度 |
| 2029年       | 機場線 | 交通部鐵道局 | 老街溪－中壢車站 | 84.24%   | 84.59%   | +0.35% | 超前 | 截至2025年3月底工程進度 |

- 工程進度（更新至2025年3月底）

| 工程名稱                                                                       | 預計完工日期  | 實際進度（％） |
| ------------------------------------------------------------------------------ | ------------- | -------------- |
| CU05施工標A14車站土建、水環工程                                                | 2026年9月30日 | 12.24%         |
| ME03B標A14車站行李處理設備系統工程                                             | 2028年3月9日  | 26.40%         |
| 臺灣桃園國際機場聯外捷運系統暨延伸至中壢火車站建設計畫CM01區段標               | 2029年3月5日  | 81.86%         |
| 機場捷運增設機場第三航廈站(A14站)暨延伸至中壢火車站建設計畫機電系統工程ME06A標 | 2028年9月28日 | 51.41%         |

## 車站
| 路線           | 路線 | 編號 | 名稱                  | 名稱                                               | 里程 （km） | 站體型式 | 所在地 | 所在地        | 交會路線 |
| 路線           | 路線 | 編號 | 中文                  | 英文                                               | 里程 （km） | 站體型式 | 所在地 | 所在地        | 交會路線 |
| -------------- | ---- | ---- | --------------------- | -------------------------------------------------- | ----------- | -------- | ------ | ------------- | --- |
| A 桃園機場捷運 |      |      |                       |                                                    |             |          |        |               | |
| 主線           |      | A1   | 台北車站              | Taipei Main Station                                | 0.0         | 地下     | 臺北市 | 中正區        | 臺灣高速鐵路：台北 · 臺灣鐵路縱貫線北段：臺北 · 臺北捷運淡水信義線：台北車站 · 臺北捷運板南線：台北車站 · 臺北捷運松山新店線：北門 |
| 主線           |      | A2   | 三重                  | Sanchong                                           | 3.8         | 高架     | 新北市 | 三重區        | 臺北捷運中和新蘆線 |
| 主線           |      | A2a  | 二重                  | Erchong                                            | 5.2         | 高架     | 新北市 | 三重區        | 不適用 |
| 主線           |      | A3   | 新北產業園區          | New Taipei Industrial Park                         | 7.6         | 高架     | 新北市 | 新莊區        | 新北捷運環狀線 |
| 主線           |      | A4   | 新莊副都心            | Xinzhuang Fuduxin                                  | 9.0         | 高架     | 新北市 | 新莊區 泰山區 | 不適用 |
| 主線           |      | A5   | 泰山                  | Taishan                                            | 9.9         | 高架     | 新北市 | 新莊區 泰山區 | 不適用 |
| 主線           |      | A5a  | 輔大醫院站            | Fu Jen University Hospital                         | 11.7        | 高架     | 新北市 | 泰山區        | 新北捷運五股泰山輕軌 · 新北捷運泰山板橋輕軌                                                                                        |
| 主線           |      | A6   | 泰山貴和 （明志科大） | Taishan Guihe (Ming Chi University of Technology)  | 12.7        | 高架     | 新北市 | 泰山區        | 臺北捷運中和新蘆線：丹鳳 |
| 主線           |      | A7   | 體育大學 （龜山樂善） | National Taiwan Sport University (Guishan Leshan)  | 17.3        | 地下     | 桃園市 | 龜山區        | 不適用 |
| 主線           |      | A8   | 長庚醫院              | Chang Gung Memorial Hospital                       | 20.0        | 高架     | 桃園市 | 龜山區        | 不適用 |
| 主線           |      | A9   | 林口                  | Linkou                                             | 21.2        | 高架     | 新北市 | 林口區        | 不適用 |
| 主線           |      | A9a  | 緊急停靠站            | Emergency Halt                                     | 25.1        | 高架     | 桃園市 | 蘆竹區        | 不適用 |
| 主線           |      | A10  | 山鼻                  | Shanbi                                             | 29.6        | 高架     | 桃園市 | 蘆竹區        | 不適用 |
| 主線           |      | A11  | 坑口                  | Kengkou                                            | 31.6        | 高架     | 桃園市 | 蘆竹區        | 綠線 |
| 主線           |      | A12  | 機場第一航廈          | Airport Terminal 1                                 | 34.8        | 地下     | 桃園市 | 大園區        | 不適用 |
| 主線           |      | A13  | 機場第二航廈          | Airport Terminal 2                                 | 35.8        | 地下     | 桃園市 | 大園區        | 不適用 |
| 主線           |      | A14  | 機場第三航廈          | Airport Terminal 3                                 | 36.4        | 地下     | 桃園市 | 大園區        | 不適用 |
| 主線           |      | A14a | 機場旅館              | Airport Hotel                                      | 37.1        | 地下     | 桃園市 | 大園區        | 不適用 |
| 主線           |      | A15  | 大園                  | Dayuan                                             | 39.1        | 高架     | 桃園市 | 大園區        | 不適用 |
| 主線           |      | A16  | 橫山                  | Hengshan                                           | 41.4        | 高架     | 桃園市 | 大園區        | 綠線 |
| 主線           |      | A17  | 領航 （大園國際高中） | Linghang (Dayuan International Senior High School) | 42.9        | 高架     | 桃園市 | 大園區        | 不適用 |
| 主線           |      | A18  | 高鐵桃園站            | Taoyuan HSR Station                                | 44.5        | 高架     | 桃園市 | 中壢區        | 臺灣高速鐵路：桃園 |
| 主線           |      | A19  | 桃園體育園區          | Taoyuan Sports Park                                | 46.3        | 高架     | 桃園市 | 中壢區        | 不適用 |
| 主線           |      | A20  | 興南                  | Xingnan                                            | 49.2        | 高架     | 桃園市 | 中壢區        | 不適用 |
| 主線           |      | A21  | 環北                  | Huanbei                                            | 50.8        | 地下     | 桃園市 | 中壢區        | 橘線 |
| 中壢延伸線     |      | A22  | 老街溪                | Laojie River                                       | 51.33       | 地下     | 桃園市 | 中壢區        | 不適用 |
| 中壢延伸線     |      | A23  | 中壢車站              | Zhongli Railway Station                            | 53.09       | 地下     | 桃園市 | 中壢區        | 臺灣鐵路縱貫線北段 · 綠線 |

### 號誌系統
| 車站區間 | 臺北車站－環北             | 環北－中壢車站                 |
| 號誌系統 | CBTC（ETCS Level 2+GoA 2） | 新型CBTC（ETCS Level 3+GoA 4） |
| 應用車種 | 普通車、直達車             | 普通車                         |

### 站內配線與月台形式
| 配線分類             | 構內圖                                                       | 採用車站 |
| -------------------- | ------------------------------------------------------------ | --- |
| 3月台4到發線         | 未                                                           | 機場第三航廈站（興建中）                                                                                     |
| 2月台4到發線         |                                                              | 新北產業園區站、長庚醫院站（上述車站外側停靠普通車，內側停靠直達車）                                         |
| 2月台4到發線         | 坑口站、領航站（上述車站僅內側提供載客服務，外側為回送用途） | |
| 2月台3到發線         |                                                              | 高鐵桃園站（最外股道尚未興建，目前為2側式月台2到發線）                                                       |
| 2月台2到發線＋通過線 |                                                              | 林口站、輔大醫院站（尚未興建）、緊急停靠站（位於林口站與山鼻站之間）                                         |
| 2終端月台4到發線     |                                                              | 臺北車站 |
| 1島式月台2到發線     |                                                              | 三重站、機場第一航廈站、機場旅館站、環北站、老街溪站                                                         |
| 2側式月台2到發線     |                                                              | 新莊副都心站、泰山站、泰山貴和站、體育大學站、山鼻站、機場第二航廈站、大園站、橫山站、桃園體育園區站、興南站 |

## 使用列車
- 普通車-4節編組x24列共96輛（20列已交付，4列未交車，全編載客車廂）
  - 編組：101～120（121～124未交車）
    - 承造商：川崎重工（101、118～120）、台灣車輛（102～117、121～124）
- 直達車-5節編組x17列共85輛（11列已交付，6列未交車，4節載客車廂+1節預辦登機行李車廂）
  - 編組：201～211（212～217未交車）
    - 承造商：川崎重工（全數）
- 編組方式：機場捷運列車編組因應A6－A7的台北盆地與林口台地之間以及A9－A10的林口台地與桃園台地之間的特殊地形而以全編動力車構成。
  - 普通車為11xx-12xx-13xx-14xx，動力單元為4M0T（←中壢（老街溪）端 DMC1-MC1-MC2-DMC2 台北端→）。
  - 直達車為21xx-22xx-23xx-24xx-25xx，動力單元為5M0T（←中壢（環北）/機場端 DME-ME1-ME3-ME1-DMB 台北端→）。

### 列車運用
| 編號     | 製造年份 | 合作廠商 | 採購數量                               | 配置       | 營運車種 | 主要營運區間 | 備註                                                          |
| -------- | -------- | -------- | -------------------------------------- | ---------- | -------- | --- | ------------------------------------------------------------- |
| 101      | 2011年   | 川崎重工 | 桃園機場捷運普通車 17列                | █ 青埔機廠 | 普通車   | A1台北車站－A22老街溪站 （各站皆停） | 桃園機場捷運電聯車原型車                                      |
| 102～117 | 2011年   | 台灣車輛 | 桃園機場捷運普通車 17列                | █ 青埔機廠 | 普通車   | A1台北車站－A22老街溪站 （各站皆停） |                                                               |
| 118～120 | 2015年   | 川崎重工 | 桃園機場捷運中壢延伸線第一階段增備 3列 | █ 青埔機廠 | 普通車   | A1台北車站－A22老街溪站 （各站皆停） |                                                               |
| 121～124 | 未定     | 台灣車輛 | 桃園機場捷運增備 4列                   | █ 青埔機廠 | 普通車   | A1台北車站－A22老街溪站 （各站皆停） | 於新製造時配備延伸線專用新車載號誌系統設備（標案編號：ME06A） |
| 201～211 | 2011年   | 川崎重工 | 桃園機場捷運直達車 11列                | █ 蘆竹機廠 | 直達車   | A1台北車站－A13機場第二航廈站 （沿途停靠：A1－A3－A8－A12－A13） A1台北車站－A21環北站（經機場、高鐵桃園站） （沿途停靠：A1－A3－A8－A12－A13－A18－A21） |                                                               |
| 212～217 | 未定     | 川崎重工 | 桃園機場捷運增備 6列                   | █ 蘆竹機廠 | 直達車   | A1台北車站－A13機場第二航廈站 （沿途停靠：A1－A3－A8－A12－A13） A1台北車站－A21環北站（經機場、高鐵桃園站） （沿途停靠：A1－A3－A8－A12－A13－A18－A21） |                                                               |

## 服務

### 預辦登機及直達車限定行李託運
臺北車站、新北產業園區站與機場第二航廈站設置有行李處理設施，方便搭機旅客提前完成登機報到。而高鐵桃園站亦預留有行李處理系統之空間，於未來擴充使用。機場第三航廈站於第三航廈啟用後，由現行第二航廈卸載行李改為第三航廈處理。
| 行李設施 | ●（託運）                   | ●（卸載）        | ○（預留）                       |
| 車站     | A1 臺北車站 A3 新北產業園區 | A13 機場第二航廈 | A14 機場第三航廈 A18 高鐵桃園站 |

### 行李放置區
直達車廂各設置三個行李架或座椅下方空間；普通車廂設置二個行李架（118～120編組設置四個行李架）。

### 普通車限定自行車乘車服務
自2020年起，提供開放自行車乘車服務，自行車民眾可搭乘電梯及無障礙坡道，向詢問處購買「人車同行票」，僅限搭乘普通車並僅限於頭尾車廂之1-1、1-2、4-2、4-3號門上下車。
- 不開放車站及車種：
  - 機場第一航廈站
  - 機場第二航廈站
  - 機場第三航廈站
  - 機場旅館站
  - 直達車[p]

### 航班資訊顯示系統
臺北車站、新北產業園區站、長庚醫院站及高鐵桃園站設有航班資訊顯示系統，顯示離境和入境之最新航班資訊。報到櫃檯顯示系統設於臺北車站與新北產業園區站之所有預辦登機報到櫃檯，顯示航空公司代理之名稱、航空公司名稱、及目前分配之報到櫃檯等。

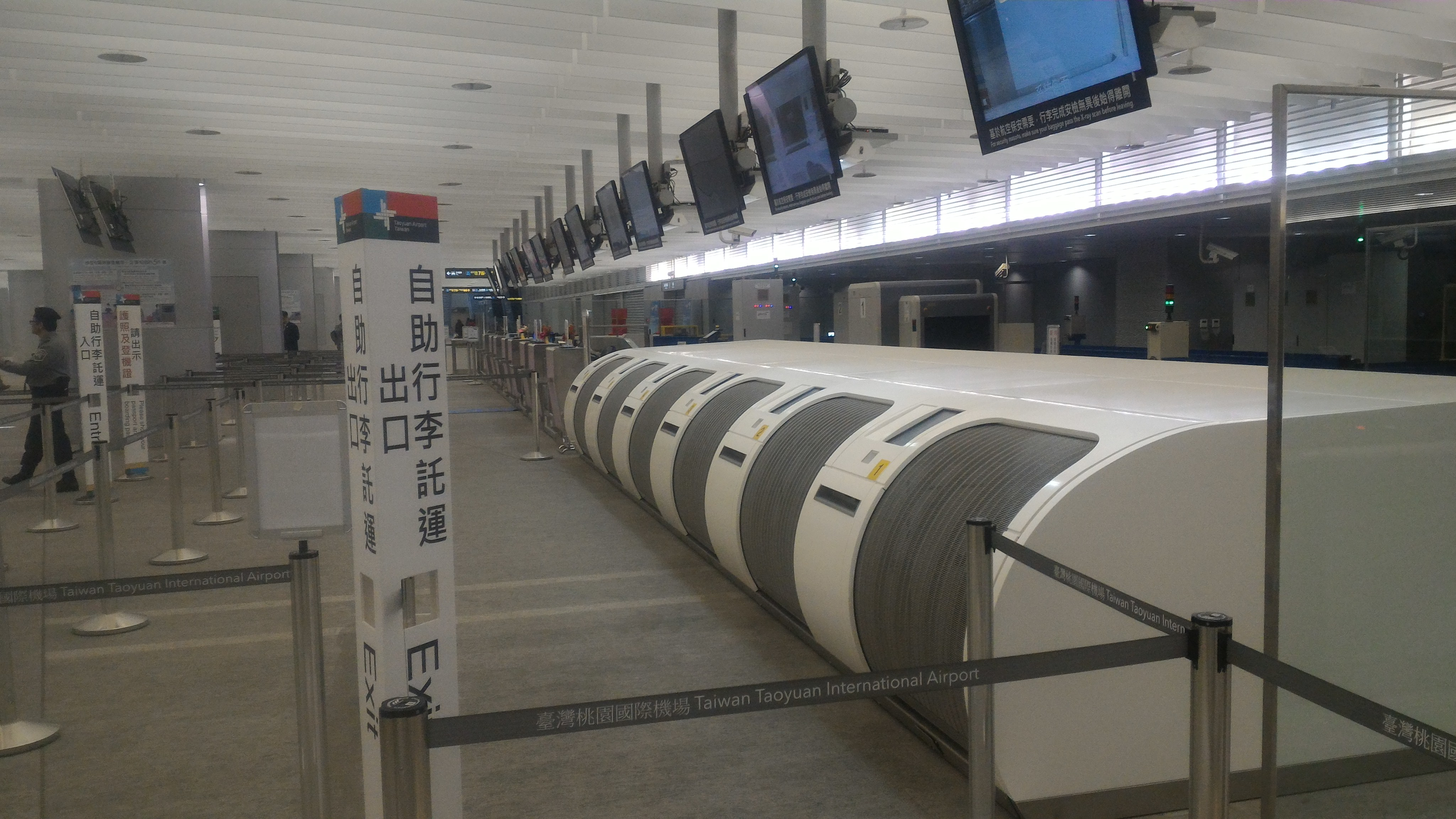
臺北車站之自助行李託運機台
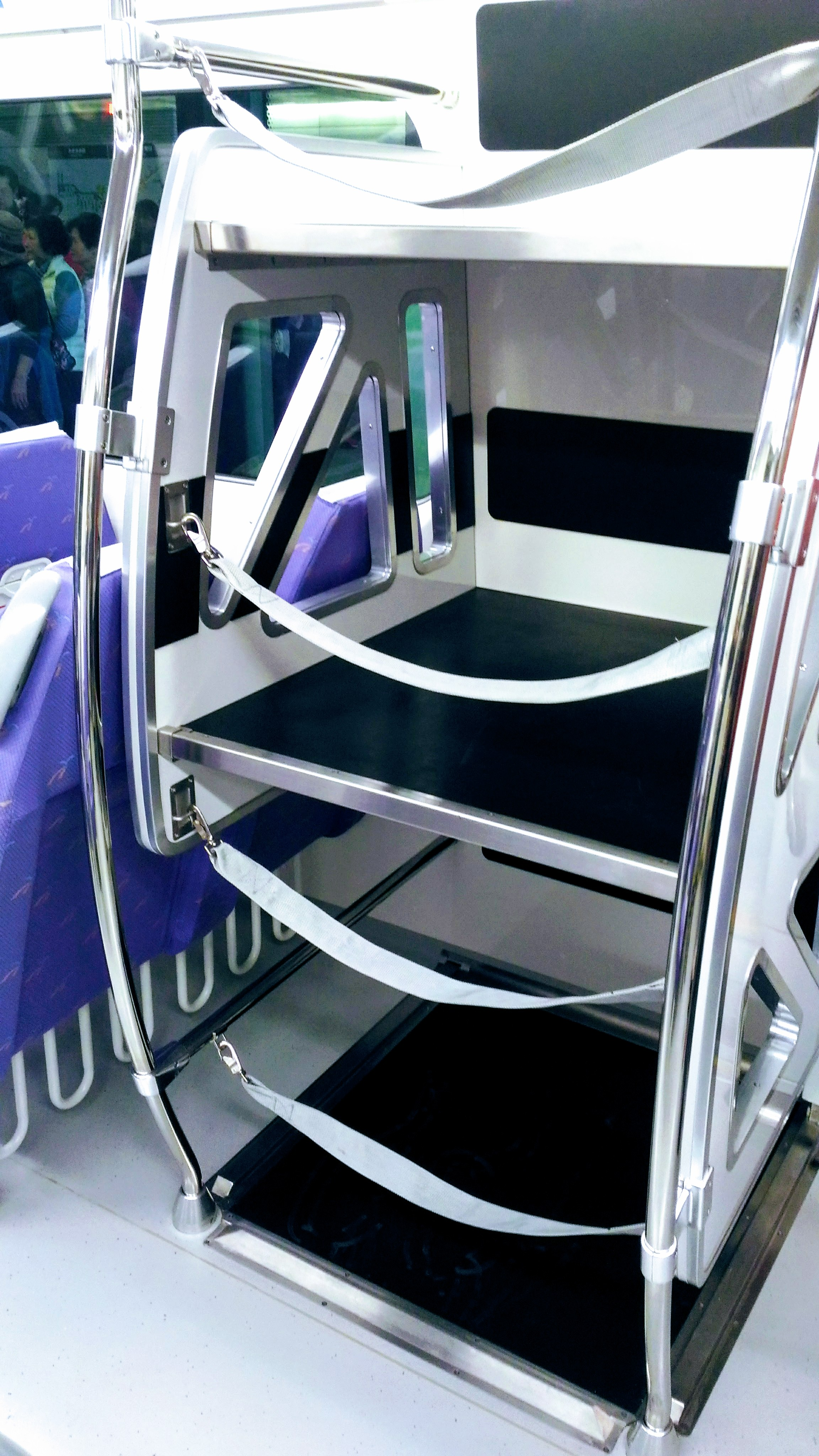
機場捷運直達車行李架
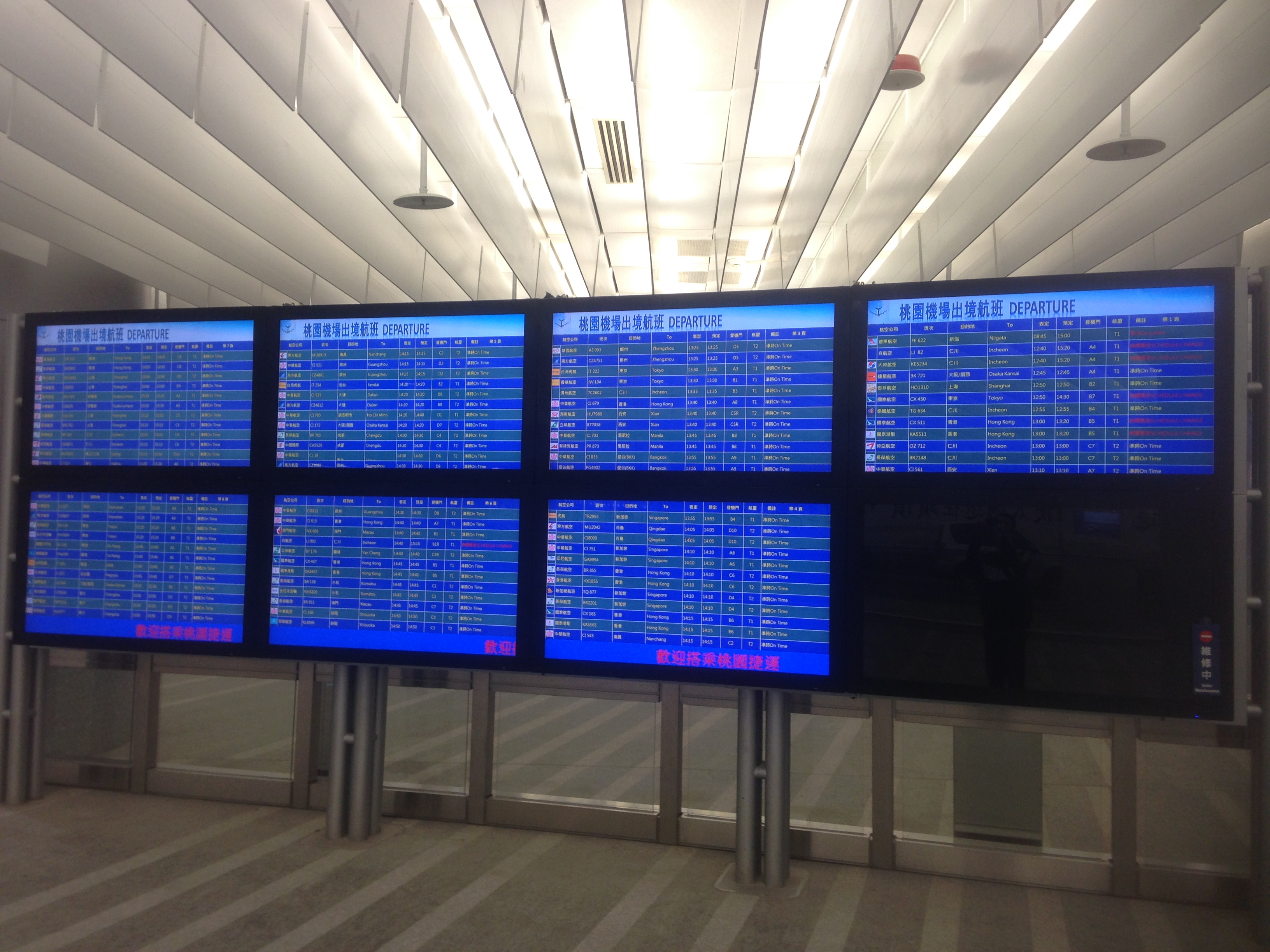
臺北車站之航班資訊顯示系統

## 票價

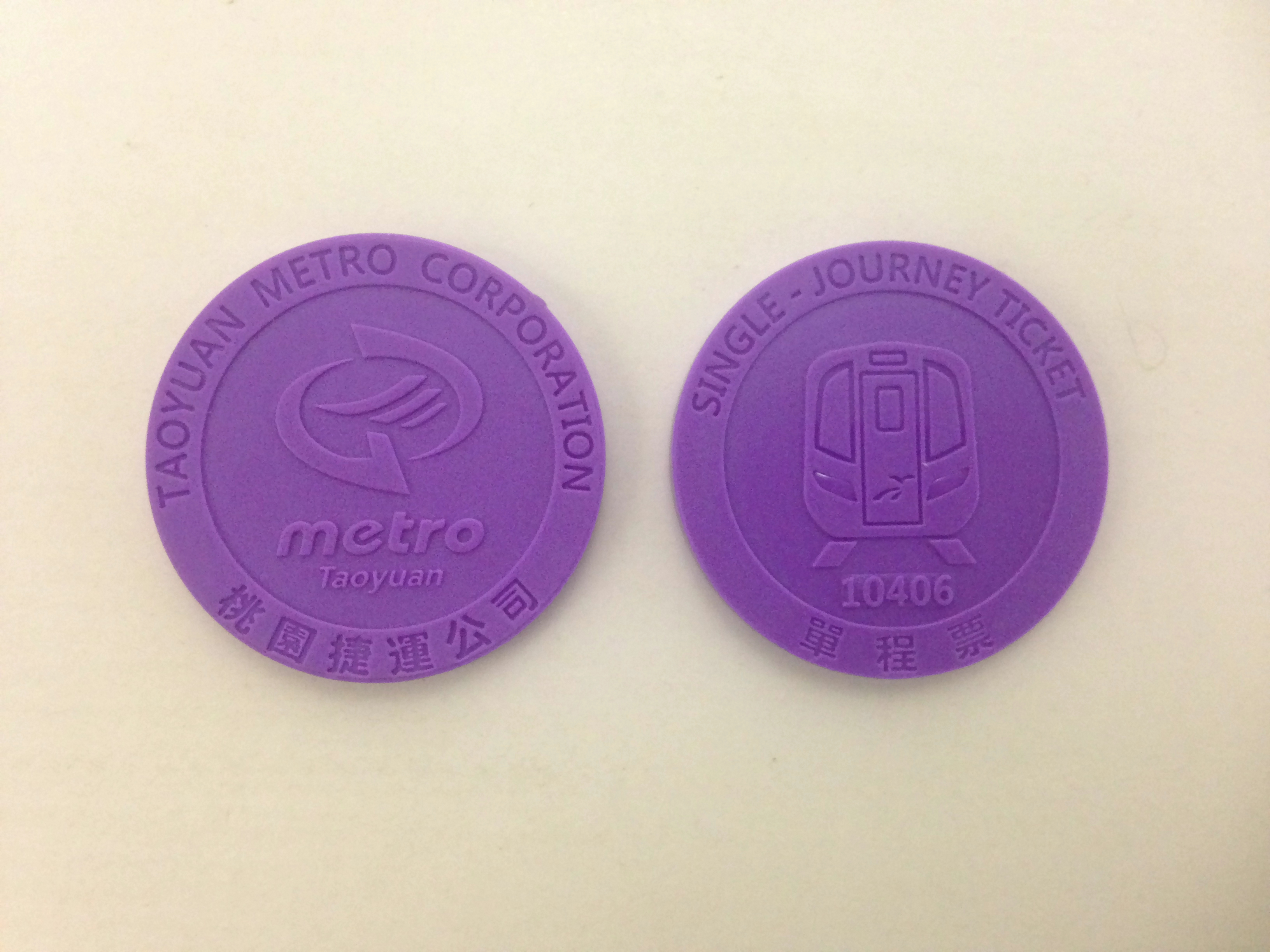
桃園捷運IC代幣單程票

- 直達車或普通車由臺北車站至機場第一航廈站或機場第二航廈站的票價是160元。
- 其他優惠票種：
  - 單程優待票：本國籍65歲以上民眾、領有身心障礙證明人士及其陪伴者一名，出示有效身分證件或身心障礙證明，折扣為5折（未滿1元一律進位，例：25元打5折後為13元）。
  - 兒童票：本國籍滿6歲以上、未滿12歲民眾，出示有效身分證件（含健保卡、護照等），折扣為8折。
  - 團體票：10人以上，折扣為8折。
  - 定期票 [48]：
    - 月票，折扣為7折，計算方式為42趟（一日往返兩趟，計價21日），有效期限為30日。
    - 雙月票，折扣為6.5折，計算方式為84趟（一日往返兩趟，計價42日），有效期限為60日。
    - 季票，折扣為6折，計算方式為126趟（一日往返兩趟，計價63日），有效期限為90日。
    - 四月票，折扣為5折，計算方式為168趟（一日往返兩趟，計價84日），有效期限為120日。
- 桃園市民卡：市民卡一般卡享7折優惠、市民卡敬老卡、原民敬老卡或愛心卡享35折優惠、市民卡學生卡（國小）、兒童優待卡享35折優惠。[49]
- 一日票：320元／張，啟用當日於營運結束前可不限次數搭乘，買斷制
- 冬季一日票：280元／張，購票另贈商家優惠卷，須在購買當日完成啟用，當日不限次數搭乘，2017/12/15至2018/3/5限定發售[50]

為因應北北基桃都會通、桃竹竹及桃竹竹苗通勤月票上路，定期票和回數票自2023年6月15日起提供退票服務供欲改用TPASS的乘客辦理。。
- TPASS行政院通勤月票：2023年7月1日起，桃捷陸續加入北北基桃都會通、桃竹竹及桃竹竹苗通勤月票使用範圍；啟用後30天不限里程搭乘票價799元（桃竹竹）及1200元（北北基桃、桃竹竹苗）[52]。但至2023年12月31日止須從專用通道進出站[53]。
  - TPASS行政院通勤月票可搭乘區間
    - 北北基桃1200：A1台北車站～A22老街溪站
    - 桃竹竹799、桃竹竹苗1200：A7體育大學站～A22老街溪站（A1台北車站～A6泰山貴和站非該方案指定區間，乘車區段之起訖站任一端為A1台北車站～A6泰山貴和站間範圍內，須收取該趟搭乘旅次之整段車程費用，且會從「票卡電子錢包直接扣款」。）
- 使用電子票證及信用卡，在桃園機場區間內進出（機場第一航廈站（A12）、機場第二航廈站（A13）及機場旅館站（A14a）），享有免費搭乘優惠[54]。
- 機場線來回票加台北捷運48小時票，聯票520元；機場線來回票加台北捷運72小時票，聯票600元。[55]
- 預辦登機：臺北車站（A1）及新北產業園區站（A3），免費提供預辦登機服務及行李託運服務。乘客可在航班起飛前3小時辦理預辦登機及行李託運服務，臺北車站（A1）提供中華航空、長榮航空、華信航空、立榮航空、星宇航空、亞洲航空（不含日本亞洲航空）、國泰航空自助報到機及自助行李托運機服務，新北產業園區站（A3）僅提供中華航空、長榮航空、華信航空、立榮航空、星宇航空自助報到機及人工預辦登機櫃檯服務。[56]。

## 班距
- 營運時間：05:59～00:28（ █ 普通車）、06:00～23:39（ █ 直達車）
- 平均班距：
  - 平常日（週一至週五）
    -  █ 普通車：15分鐘一班（尖峰時間於07:22、07:37、07:52自山鼻站增發往台北車站區間車，另18:34分自台北車站增發往返機場第二航廈區間車）
    -  █ 直達車：15分鐘一班（往機場末班直達車於23:00自臺北車站發車，往臺北末班直達車於22:55自機場第二航廈發車）
    -  █ 環北直達車：尖峰時間1小時一班（往環北站末班直達車於19:00自臺北車站發車，往臺北末班直達車於19:15自環北站發車）

  - 例假日（週六、週日及國定假日）
    -  █ 普通車：15分鐘一班
    -  █ 直達車：15分鐘一班（往機場末班直達車於23:00自臺北車站發車，往臺北末班直達車於22:55自機場第二航廈發車）
    -  █ 環北直達車：尖峰時間1小時一班（往環北站末班直達車於18:00自臺北車站發車，往臺北末班直達車於19:15自環北站發車）

  - 跨年期間（每年12月31日～隔每年1月1日，普通車連續41小時不打烊，直達車則維持原營運時刻表）
    -  █ 普通車：採取長達41小時不收班（12/31 06:00～1/1 23:00），7.5分鐘～15分鐘一班（視人潮適時加密至7.5分鐘一班），視人潮部分列車採取不停靠A18、A19兩站之機制以紓解跨年人潮。
    -  █ 直達車：維持現有營運時刻表（12/31當日照常收班，往機場末班直達車於23:00自臺北車站發車，往臺北末班直達車於22:55自機場第二航廈發車）

桃園機場捷運車次編號：
- 301～310：直達車
- 501～514：普通車
- 641～648：普通車（A1～A13區間車）
- 651～658：普通車（A22～A12區間車）
- 661～668：普通車（山鼻加班車）

## 相關資料

### 運量
下表為桃園捷運全系統各月/全年平均日運量。
|        | 一月    | 二月    | 三月    | 四月     | 五月     | 六月     | 七月     | 八月     | 九月     | 十月    | 十一月  | 十二月  | 全年    |        |
| ------ | ------- | ------- | ------- | -------- | -------- | -------- | -------- | -------- | -------- | ------- | ------- | ------- | ------- | ------ |
| 2017年 | 不適用  | 不適用  | 66,715  | 57,431   | 53,075   | 52,485   | 53,358   | 57,981   | 52,379   | 57,652  | 53,890  | 63,706  | 56,867  | 2017年 |
| 2018年 | 57,791  | 60,313  | 60,643  | 60,929   | 58,498   | 61,665   | 62,701   | 67,357   | 64,353   | 65,941  | 67,647  | 75,058  | 63,575  | 2018年 |
| 成長率 | 不適用  | 不適用  | -9.10%  | +6.09%   | +10.22%  | +17.49%  | +17.51%  | +16.17%  | +22.86%  | +14.38% | +25.53% | +17.82% | +11.80% | 成長率 |
| 2019年 | 69,360  | 71,525  | 70,824  | 72,810   | 72,080   | 75,929   | 77,830   | 79,805   | 76,235   | 83,208  | 79,969  | 89,204  | 76,565  | 2019年 |
| 成長率 | +20.02% | +18.59% | +16.79% | +19.50%  | +23.22%  | +23.13%  | +24.13%  | +18.48%  | +18.46%  | +26.19% | +18.22% | +18.85% | +20.43% | 成長率 |
| 2020年 | 82,810  | 58,868  | 40,737  | 33,621   | 37,933   | 43,162   | 48,160   | 53,257   | 51,550   | 51,720  | 51,668  | 53,423  | 50,576  | 2020年 |
| 成長率 | +19.39% | -17.70% | -42.48% | -53.82%  | -47.37%  | -43.15%  | -38.12%  | -33.27%  | -32.38%  | -37.84% | -35.39% | -40.11% | -33.94% | 成長率 |
| 2021年 | 46,793  | 41,855  | 49,168  | 50,673   | 27,172   | 14,197   | 18,872   | 29,476   | 33,598   | 42,215  | 46,668  | 51,258  | 37,662  | 2021年 |
| 成長率 | -43.49% | -28.90% | +20.70% | +50.72%  | -28.37%  | -67.11%  | -60.81%  | -44.65%  | -34.82%  | -18.38% | -9.68%  | -4.05%  | -25.53% | 成長率 |
| 2022年 | 40,012  | 39,098  | 47,692  | 39,609   | 30,877   | 36,888   | 44,951   | 48,920   | 48,863   | 53,097  | 61,492  | 72,154  | 46,971  | 2022年 |
| 成長率 | -14.49% | -6.59%  | -3.00%  | -21.83%  | +13.64%  | +159.83% | +138.19% | +65.97%  | +45.43%  | +25.78% | +31.76% | +40.77% | +24.72% | 成長率 |
| 2023年 | 69,207  | 74,697  | 78,160  | 79,755   | 80,102   | 84,347   | 92,396   | 100,574  | 100,648  | 104,648 | 107,033 | 109,808 | 98,057  | 2023年 |
| 成長率 | +72.97% | +91.05% | +63.88% | +101.36% | +159.42% | +128.66% | +105.55% | +105.59% | +105.98% | +97.09% | +74.06% | +52.19% | 108.76% | 成長率 |
| 2024年 | 107,359 | 107,957 | 113,774 | 109,348  | 111,176  | 112,685  | 108,788  | 117,122  | 115,527  | 113,230 |         |         |         | 2024年 |
| 成長率 | +55.12% | +44.53% | +45.57% | +37.10%  |          |          |          |          |          |         |         |         |         | 成長率 |

### 造價
原本的總預算是約新臺幣936億元，機電工程由高鐵局發包，約新臺幣260億元。

## 相關
- 機場聯絡軌道系統
  - 機場聯絡軌道交通列表
    - 台灣機場聯絡軌道交通列表
      - 高雄捷運紅線
      - 臺北捷運文湖線
      - 臺中捷運機場線
- 桃園捷運
- 桃園捷運公司
- █ 普通車
- █ 直達車
- █ 環北直達車

### 引用
1. ↑  . 桃園大眾捷運股份有限公司. 2017-05-26. （原始内容存档于2018年2月3日）.
2. 1 2  YouTube上的機場捷運核准營運既試營運計畫記者會
3. ↑  劉俊宏.  (PDF). 桃園捷運公司、桃園市議會. 2014-05-08  [2018-07-18]. （原始内容 (PDF)存档于2021-01-14） （中文）. 因機場捷運係由中央全額出資興建，依法屬國有財產，未來並將由本公司接收負責營運及維護，考量本系統土建及機電設施設備數量龐大，涉及營運接管問題甚為複雜，故為協助桃園縣政府順利接手營運，其全線各項營運推動作業，實需整合中央、地方營運機構各介面，故本公司與桃園縣政府於 103 年 4 月共同著手進行機場捷運營運推動計畫之研擬。
4. ↑  Weng, Sid. . thenewslens.com. 2016-03-04  [2018-07-18]. （原始内容存档于2018-07-18）.
5. ↑  高速鐵路工程局. .   [2015-07-08]. （原始内容存档于2016-03-04）.
6. 1 2  曾增勳. . 聯合報 (桃園). 2023-07-25  [2023-07-26]. （原始内容存档于2023-07-26）.
7. ↑  交通部鐵道局. . 交通部鐵道局.   [2019-02-17]. （原始内容存档于2019-02-18）.
8. ↑  .   [2019-02-08]. （原始内容存档于2019-02-09）.
9. ↑  . 行政院環境保護署官網. 行政院環境保護署. 1993-02-09  [2018-02-07]. （原始内容存档于2018-02-07）.
10. ↑  .   [2016-12-02]. （原始内容存档于2016-05-28）.
11. ↑  《中正機場捷運議約 長生中選》，聯合報，1998年5月27日
12. 1 2 3  曾鴻儒; 卓怡君; 楊謙信. . 自由時報 (台北). 2005-09-07  [2005-09-07]. （原始内容存档于2017-02-05）.
13. ↑  孫承武. . 台北: 中央社 CNA. 2008-12-31  [2010-02-25]. （原始内容存档于2010-03-10） –epochtimes.com.
14. ↑  李順德. . 聯合報 (台北). 2008-12-05  [2010-02-25]. （原始内容存档于2009-02-18）.
15. ↑   (新闻稿). 經建會都住處. 2010-03-15. （原始内容存档于2011-07-21）.
16. ↑  . MyGoNews.   [2019-09-09]. （原始内容存档于2019-10-26）.
17. ↑  .   [2016-12-02]. （原始内容存档于2016-12-02）.
18. ↑  李文儀. . 自由時報 (台北). 2009-02-14  [2016-12-02]. （原始内容存档于2016-12-30）.
19. ↑  鄭國樑. . 聯合報. 2018-02-28  [2018-02-28]. （原始内容存档于2018-02-28）.
20. ↑  李雅雯. . 自由時報 (新北). 2017-02-06  [2017-11-18]. （原始内容存档于2017-10-18） （中文（臺灣））.
21. ↑  陳心瑜; 鄭堅孟. . 中時. 2017-07-12  [2017-11-18]. （原始内容存档于2017-12-01） （中文（臺灣））.
22. ↑  中華民國交通部.  (PDF).   [2025-07-17].
23. ↑  . 台北: NOWnews 今日新聞. 2014-10-25  [2016-12-02]. （原始内容存档于2017-01-07）.
24. ↑  . 台北. 中央社 CNA. 2016-02-24  [2016-12-02]. （原始内容存档于2016-12-21） （中文（臺灣））.
25. ↑  . 蘋果日報. 2016-03-05  [2016-03-05]. （原始内容存档于2016-09-16）.
26. ↑  . 2016-06-28. （原始内容存档于2016-08-18）.
27. ↑  邱俊欽. . 桃園. 中央社 CNA. 2016-12-02  [2016-12-02]. （原始内容存档于2016-12-03） （中文（臺灣））.
28. ↑  薛宜家; 陳立峰. . 公視新聞網. 2016-12-10  [2016-12-18]. （原始内容存档于2016-12-20）.
29. ↑  鄭瑋奇. . 自由時報 (台北). 2016-12-21. （原始内容存档于2016-12-21）.
30. ↑  莊麗存; 徐乃義. . 大紀元. 2017-03-05. （原始内容存档于2018-06-15）.
31. ↑  . 自由時報電子報. 2017-03-18  [2017-03-18]. （原始内容存档于2017-03-17）.
32. ↑   (新闻稿). 桃園捷運公司. 2017-03-18  [2017-03-18]. （原始内容存档于2017-03-19）.
33. ↑  . 風傳媒 storm.mg. 2017-03-18  [2017-03-18]. （原始内容存档于2017-03-18）.
34. ↑  賴文萱. . 台北: ETtoday新聞雲. 2020-01-30  [2020-02-09]. （原始内容存档于2020-02-16）.
35. 1 2  黃駿騏. . 桃園: TaiwanHot 台灣好新聞. 2023-11-27  [2023-11-27]. （原始内容存档于2023-12-07）.
36. ↑  交通部高速鐵路工程局. . : 23頁  [2020-07-28]. （原始内容存档于2020-05-21）.
37. ↑  交通部鐵道局. .   [2019-02-16]. （原始内容存档于2020-05-21）.
38. ↑  車站參考高鐵局奉交通部核定之車站名稱： (新闻稿). 交通部高速鐵路工程局. 2008-11-21  [2008-11-22]. （原始内容存档于2018-03-08）.
39. ↑  . 政府資料開放平臺.   [2018-02-14]. （原始内容存档于2018-02-15）.
40. ↑  參考高鐵局官方網站：The Project of Taiwan Taoyuan International Airport Access MRT System 的存檔，存档日期2009-02-20.
41. ↑  院長視察機場捷運台北車站地下1樓(台北市中正區鄭州路8號)
42. 1 2  . 新北市政府捷運工程局.   [2025-02-11]. （原始内容存档于2025-04-19）.
43. ↑  解密「桃捷逃生」　訪神秘站　爬15層逃生梯，2016年11月9日，TVBS NEWS。
44. ↑  桃園捷運的站名標示
45. 1 2  . 高速鐵路工程局.   [2013-08-25]. （原始内容存档于2018-12-15）.
46. ↑  交通部高速鐵路工程局. . 交通部高速鐵路工程局.   [2015-03-27]. （原始内容存档于2015-07-25）.
47. ↑  交通部高速鐵路工程局. . 交通部高速鐵路工程局.   [2015-03-27]. （原始内容存档于2015-07-25）.
48. ↑  桃園大眾捷運股份有限公司. .   [2016-12-02]. （原始内容存档于2016年12月3日）.
49. ↑  . 桃園市政信箱.   [2023-08-06]. （原始内容存档于2023-08-05）.
50. ↑  .   [2018-02-16]. （原始内容存档于2018-02-16）.
51. ↑  .   [2023-06-10]. （原始内容存档于2023-06-10）.
52. ↑  .   [2023-06-10]. （原始内容存档于2023-06-10）.
53. ↑   (新闻稿). 桃園捷運公司. 2023-06-30  [2023-06-30]. （原始内容存档于2023-06-30）.
54. ↑  . 東森新聞.   [2017-04-12]. （原始内容存档于2017-04-14）.
55. ↑  乘車指南 其他票種 桃園機場捷運與臺北捷運聯合套票 （页面存档备份，存于）. 桃園機場捷運
56. ↑  .   [2020-02-16]. （原始内容存档于2020-02-16）.
57. ↑  . 桃園大眾捷運股份有限公司.   [2017-12-11]. （原始内容存档于2018-11-01）.

### 网页
- 桃園都會區捷運系統路網方案示意圖（桃園市政府捷運工程處）2016年3月 （页面存档备份，存于）
- 機場捷運建設計畫簡報（PDF檔）（繁體中文）

## 外部連結
- 機場捷運Google Map版網頁 （页面存档备份，存于）（繁體中文）
- 交通部高速鐵路工程局捷運工程處->民眾服務->桃園捷運系統機場線各車站出入口示意圖、中文文宣簡介以及英文文宣簡介（繁體中文）
- 桃園大眾捷運股份有限公司->乘車指南->路網圖 （页面存档备份，存于）（繁體中文）
- 交通部鐵道局北部工程處（繁體中文）
- 臺北市政府捷運工程局 興建路線-臺灣桃園國際機場捷運（繁體中文）
- 臺灣桃園國際機場聯外捷運系統延伸至中壢火車站建設計畫  （页面存档备份，存于）（繁體中文）
- 桃園機場捷運車廂外殼已經放置於川崎兵庫工廠 （页面存档备份，存于）（日語）
- 機場捷運 紫色直達車內裝曝光！北車加設行李托運處 （页面存档备份，存于）東森旅遊雲 2014-10-26（繁體中文）
- 桃園市政府-捷運工程局 （页面存档备份，存于）（繁體中文）